# Lannux
Lannux (gaskognisch: Lanutz) ist eine französische Gemeinde mit 220 Einwohnern (Stand 1. Januar 2022) im Département Gers in der Region Okzitanien; sie gehört zum Arrondissement Mirande und zum Gemeindeverband Communauté de communes d’Aire-sur-l’Adour.

## Geografie
Lannux liegt rund sieben Kilometer südöstlich der Kleinstadt Aire-sur-l’Adour im Westen des Départements Gers. Die wichtigsten Gewässer sind der Fluss Lées, der Bach Larcis und mehrere Teiche. Wichtigste überregionale Verkehrsverbindung ist die wenige Kilometer westlich der Gemeinde verlaufende Autoroute A65 (Teil der Europastraße 7). Der nächstgelegene Bahnhof ist in Aire-sur-l’Adour.
Umgeben wird Lannux von den Nachbargemeinden Bernède im Norden, Corneillan im Osten, Labarthète im Südosten, Aurensan und Projan im Süden, Ségos im Südwesten sowie Aire-sur-l’Adour im Westen und Nordwesten.    

## Bevölkerungsentwicklung
| Jahr                       | 1793 | 1846 | 1881 | 1962 | 1968 | 1975 | 1982 | 1990 | 1999 | 2006 | 2012 |
| Einwohner                  | 468  | 578  | 520  | 216  | 206  | 194  | 202  | 200  | 199  | 208  | 232  |
| Quellen: Cassini und INSEE |      |      |      |      |      |      |      |      |      |      |      |

## Sehenswürdigkeiten
- Kirche Saint-Martin

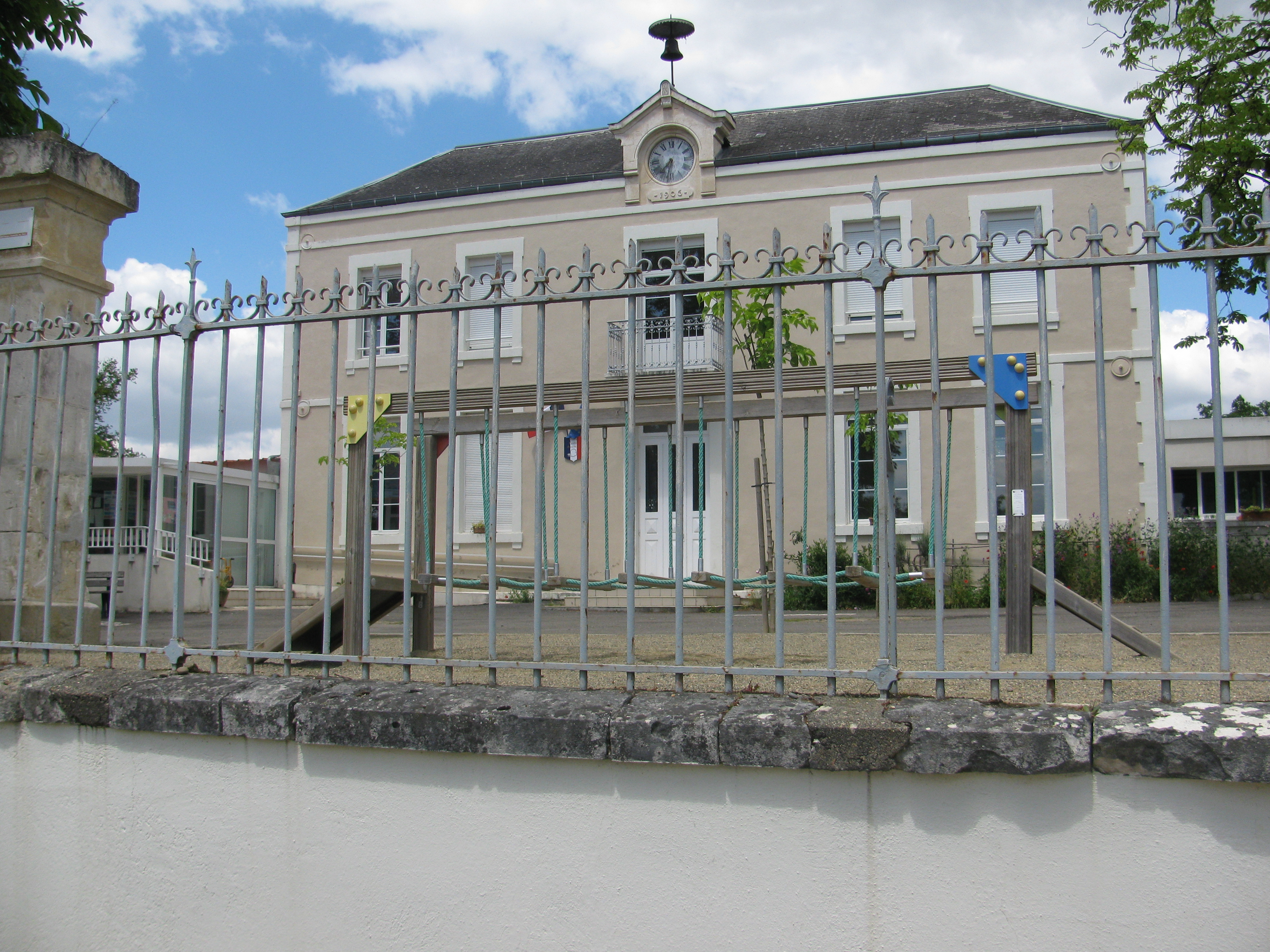
Dorfschule von Lannux
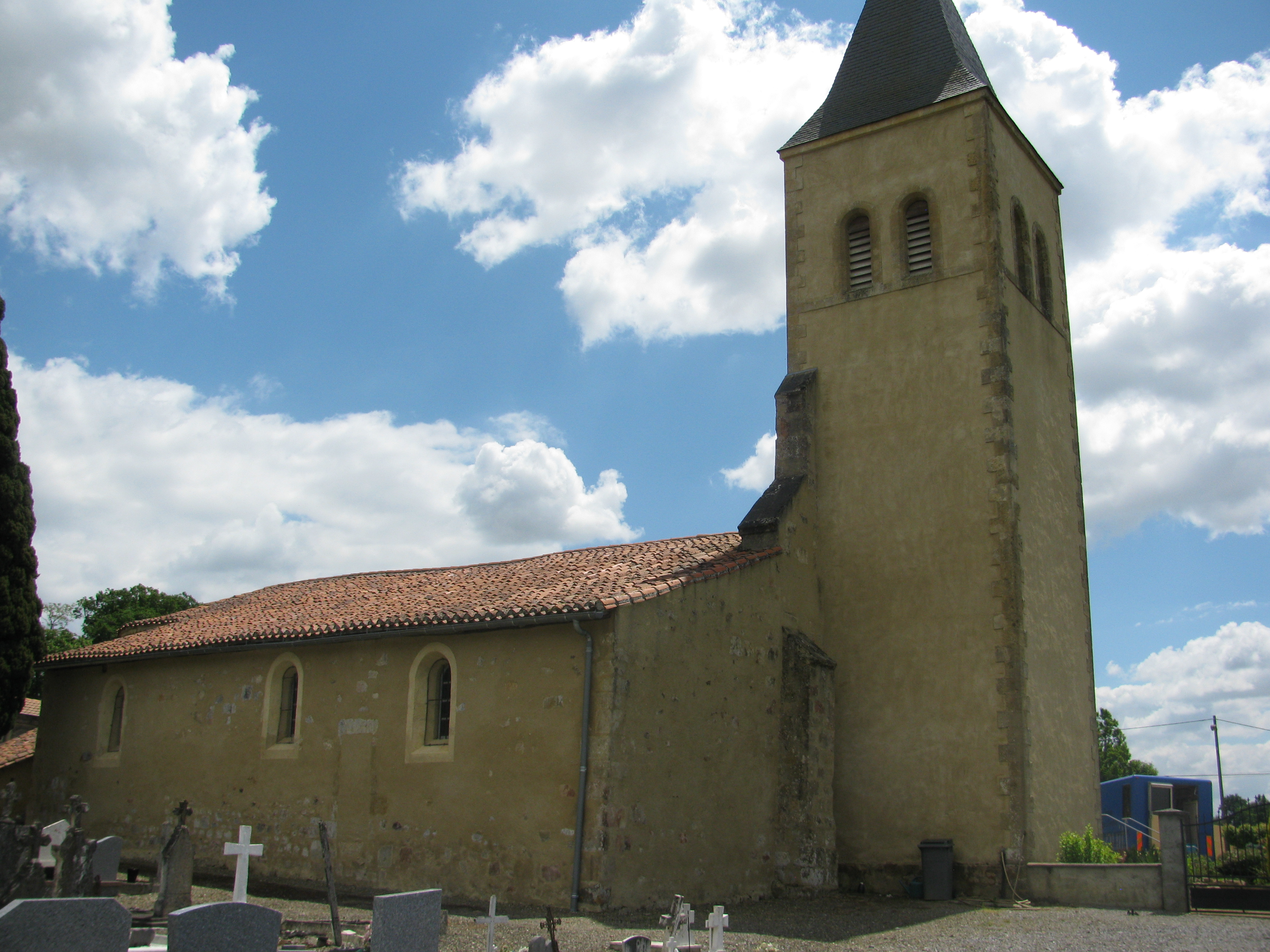
Kirche Saint-Martin
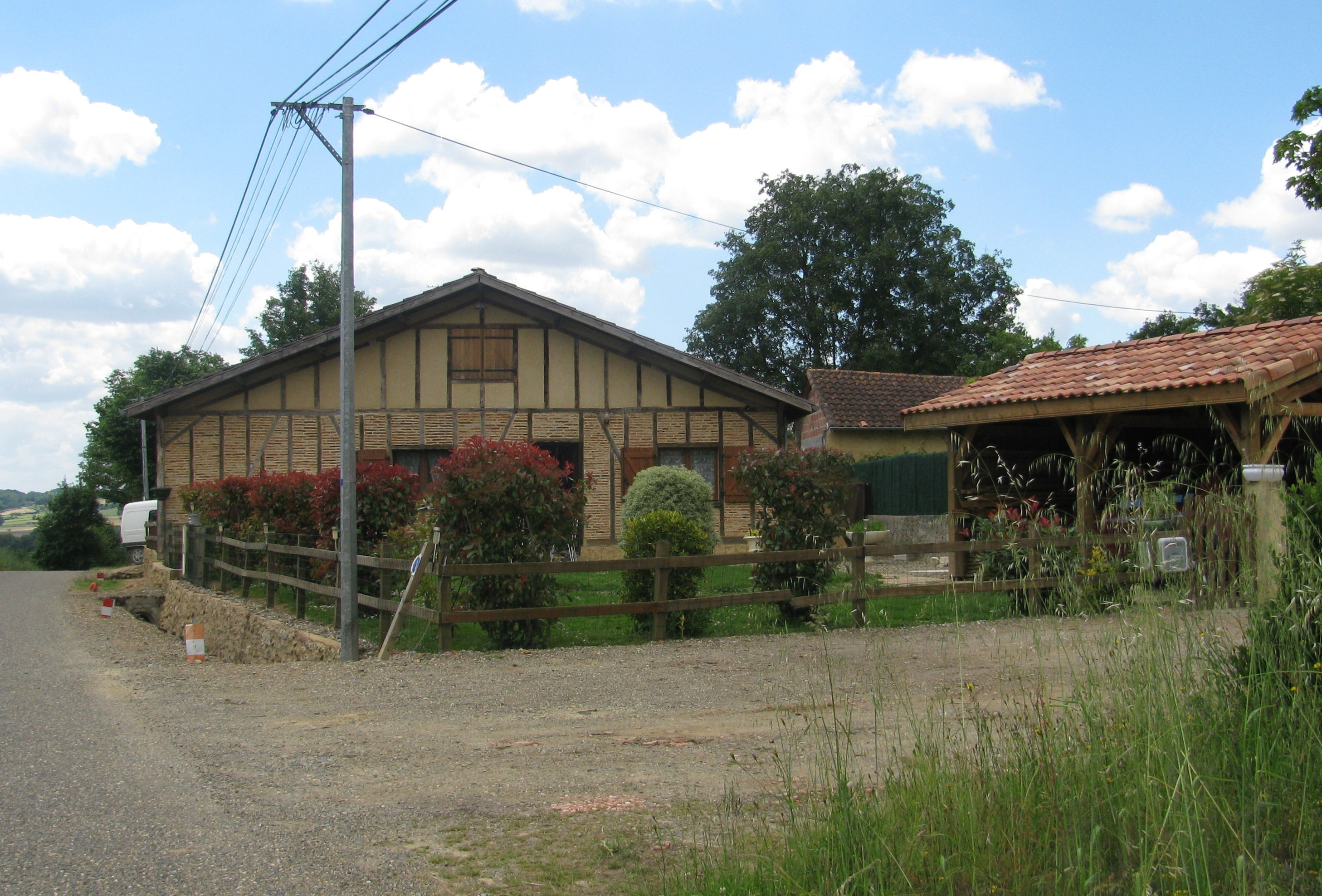
Haus in Lannux
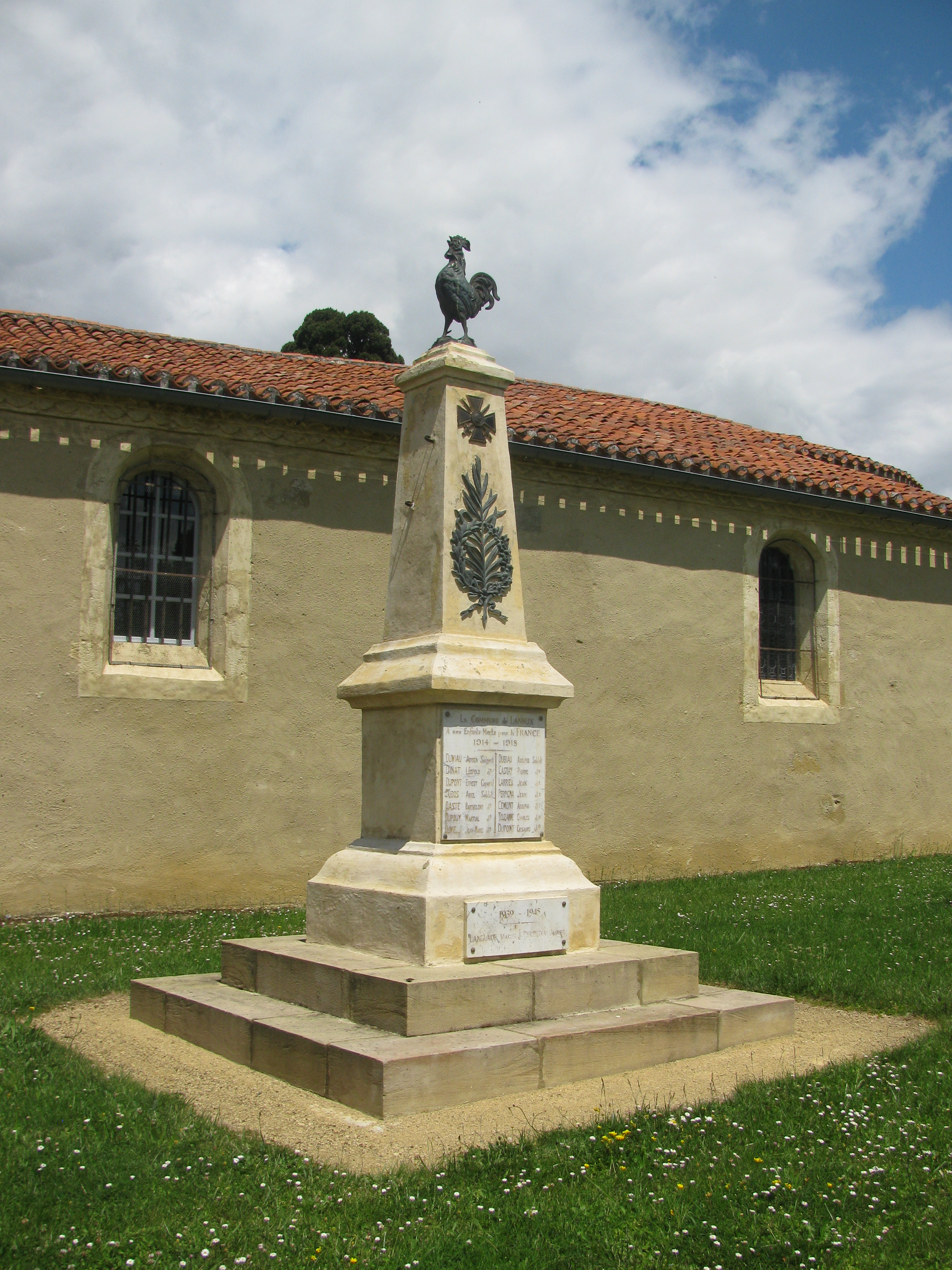
Denkmal für die Gefallenen
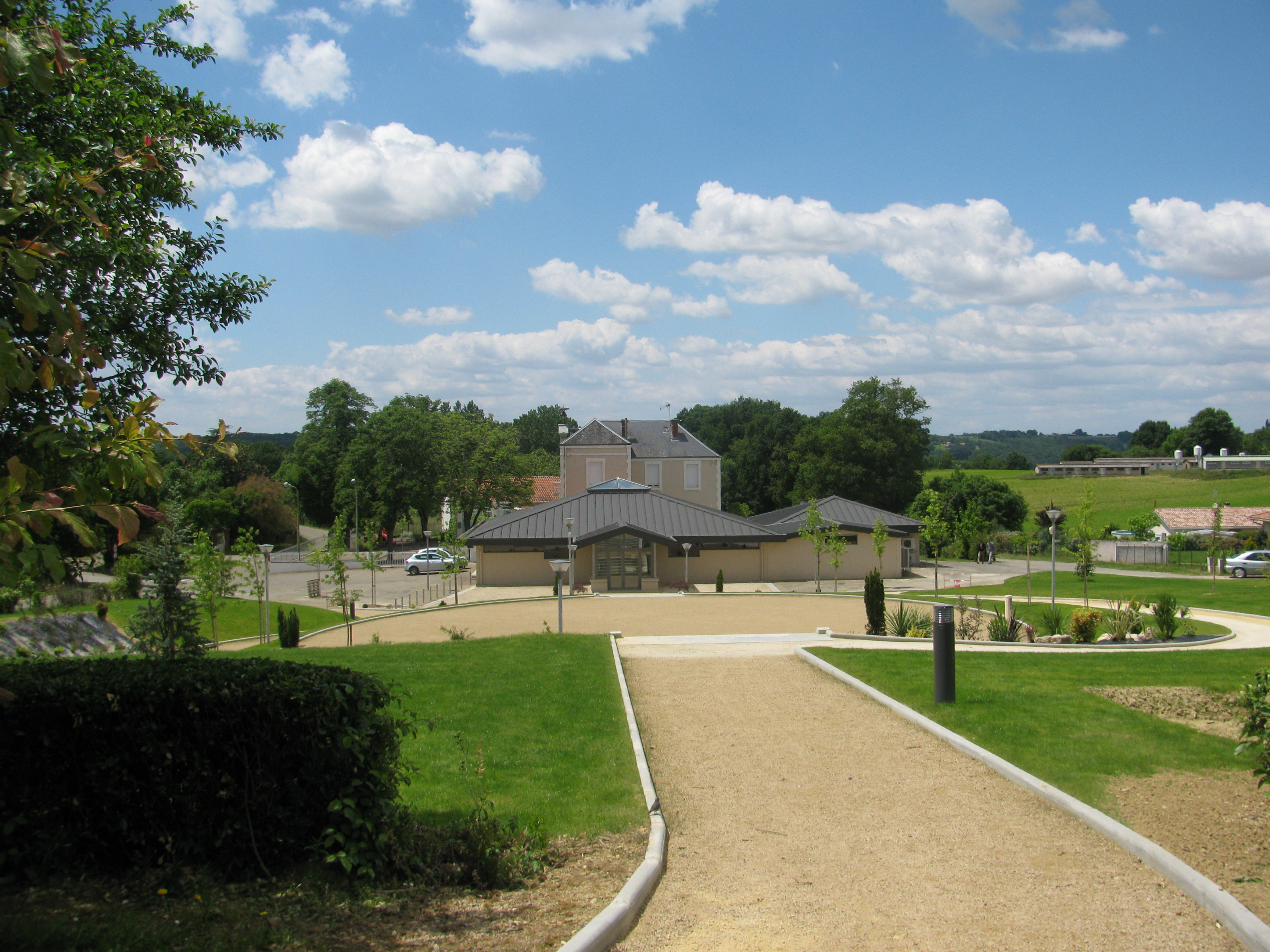
Gemeindesaal